# Jérôme Simon
Jérôme Simon (* 5. Dezember 1960 in Troyes) ist ein ehemaliger französischer Radrennfahrer und war von 1982 bis 1993 als Profi aktiv. Größter Erfolg ist ein Etappensieg bei der Tour de France.

## Sportliche Laufbahn
Jérôme Simon konnte als Amateur 1979 unter anderem den Prix de La Charité-sur-Loire, den Grand Prix de Tourteron, 1980  die Route de France vor Stephen Roche und 1981 die Ronde des Vosges gewinnen sowie Platz 3 beim Grand Prix des Marbriers belegen. Er wechselte 1982 zum Team La Redoute–Motobécane von Jef Braeckevelt. Im ersten Jahr konnte er keine nennenswerten Ergebnisse erzielen. Im zweiten Jahr belegte er den dritten Platz bei dem Circuit Cycliste Sarthe und den achten Platz bei der Tour de Romandie. 1984 konnte Simon Platz 7 bei der Tour Midi-Pyrénées belegen. 1986 erzielte Simon seinen ersten Sieg als Profi bei der Tour du Vaucluse und weitere Platzierung mit Platz 3 beim Grand Prix des Cannes, Platz 4 bei der Tour de la Communauté Européenne, Platz 10 bei der Mittelmeer-Rundfahrt und Platz 11 bei Paris-Nizza. 1987 belegte er fünfte Plätze bei der Tour de Romandie und der Tour de la Communauté Européenne. 1988 konnte er neben den Siegen den dritten Platz bei der Polynormande, Platz 8 bei der Route de Sud und Platz 19 bei der Tour de France erreichen. Im Folgejahr 1989 gewann der den Grand Prix Midi Libre, erwirkte bei der Trophée des Grimpeurs Platz 3, bei der Rour de Sud Platz 4 und beim Grand Prix des Cannes Platz 5. 1990 erreichte er beim Grand Prix Midi Libre Platz 4 und bei der Tour de Romandie Platz 7. Bei Sieg bei der Tour d’Armorique konnte 1991 weitere gute Platzierungen wie Platz 6 bei Paris-Nizza, Platz 8 bei der Circuit Cycliste Sarthe und Platz 9 bei der Tour de Suisse erringen. 1992 erwirkte er Platz 4 beim Grand Prix Midi Libre und fünfte Plätze beim Grand Prix du Morbihan und beim Giro dell’Etna. 1993 absolvierte er das einzige Mal den Giro d’Italia und belegte dort Platz 44. Nach der Saison 1993 wechselte Jérôme Simon wieder zurück zu den Amateuren und konnte 1994 eine Etappe bei der Tour de Moselle, 1995 zwei Etappen gewinnen sowie 1995 den zweiten Gesamtrang hinter Andreas Walzer belegen. Nach der Saison 1995 beendete Simon vermutlich seine aktive Sportkarriere. 
Er ist der Bruder von Régis, Pascal und François, welche ebenfalls professionelle Radsportler waren. Mit Régis war Jérôme 1984 bis 1985 und mit Pascal von 1986 bis 1987 im gleichen Team.

## Erfolge
1986
- Tour du Vaucluse
- eine Etappe Tour méditerranéen

1988
- eine Etappe und  kämpferischsten Fahrer Tour de France
- Grand Prix de Cannes
- eine Etappe Route du Sud
- eine Etappe Grand Prix Midi Libre

1989
- Gesamtwertung und eine Etappe Grand Prix Midi Libre

1991
- Tour d’Armorique